# مواقع جوجل
مواقع جوجل أو جوجل سايتس (بالإنجليزية: Google Sites)‏ هي خدمة تقدمها جوجل لبناء مواقع الويب. طريقة عملها مشابهة لطريقة عمل الويكي. تم إطلاق الخدمة في 28 فبراير 2008 وما زالت الخدمة في المرحلة التجريبية وهي تحل محل Google Page Creator، خدمة إنشاء صفحات الويب السابقة من جوجل. جدير بالذكر أن كل المحتوى المحرر باستخدام جوجل مرخص برخصة العموميات الخلاقة أو برخصة أباتشي.

## المميزات
في مرحلتها الحالية من التطوير (يونيو 2009)، توفر Google Sites الخصائص التالية :
- عنوان ويب يأخذ شكل «/http://sites.google.com/site/sitename».
- عدد محدود من القوالب الأفتراضية (24 قالب في يونيو 2009).
- استخدام محدود للغة HTML، كما أنه لايمكن تضمين لغة صفحات الطرز المتراصة (صفحات الطرز المتراصة) داخل صفحات القوالب.
- القدرة على تضمين :
  - مقاطع فيديو من جوجل فيديو أو يوتيوب.
  - مستندات Google Docs.
  - Google Reader.

## قيود
- سعة تخزين 100 ميجا بايت (للحساب المجاني).
- سعة تخزين 10 جيجا بايت لمستخدمين Google Apps.
- المستخدمين غير المشتركين لا يمكنهم إضافة تعليقات مجهولة (الأشخاص المدعوين وحدهم هم من يمكنهم التعديل في الموقع).
- لا يوجد دعم RSS لمتابعة مستجدات المواقع.
- لا يوجد آلية لأستخراج المواقع أو صنع نسخة احتياطية منها.
- لابد من استخدام القوالب الأفتراضية المتاحة (تعديل محدود للمواقع من حيث الألوان وأنواع الخطوط المستخدمة وأحجامها، لا يوجد CSS أو Javascript، غيرها) مع ذلك ترميز Intel HEX يعتبر حديث في بعض الخصائص، واستخدام Javascript متاح عند استخدام Google AdSense.

## وصلات خارجية
- جوجل سايتس